# Diplasiolejeunea pocsii
Diplasiolejeunea pocsii là một loài Rêu trong họ Lejeuneaceae. Loài này được Reyes mô tả khoa học đầu tiên năm 1982.